# Leifsbuðir
Leifsbuðir is de plek die de Vikingontdekkingsreiziger Leif Eriksson stichtte toen hij aankwam in Vinland in het jaar 1000 of 1001. Het betekent zoveel als de 'thuisstede van Leif'. Later volgden er zo'n 160 kolonisten onder leiding van Thorfinn Karlsefni. Zijn zoon Snorri Thorfinnson werd er geboren en wordt beschouwd als de eerste Europeaan geboren op Amerikaanse bodem (exclusief Groenland). Het dorp heeft het niet lang overleefd, want de Vikingen vestigden zich er niet blijvend. De nederzetting was maar kort van bestaan, omdat de inheemse bevolking een te grote hindernis waren om zich blijvend te vestigen. 
Er zijn archeologische overblijfselen van een Vikingnederzetting bewaard gebleven in Newfoundland op de plek die nu L'Anse aux Meadows heet. De site wordt soms met Leifsbuðir vereenzelvigd, al is hier tot op heden geen historische consensus over.